# Марвін Бауер
Марвін Бауер (англ. Marvin Bower, 1 серпня 1903 — 22 січня 2003) — творець і багаторічний керівник консалтингової фірми McKinsey & Company, який сформував такий напрямок бізнесу, як управлінський консалтинг.

## Ранні роки
Марвін Бауер народився 1 серпня 1903 року в Цинциннаті, штат Огайо, США. Батьки: Карлотта і Вільям Бауер. Виріс і закінчив школу в Клівленді, Огайо. Під час навчання в школі Марвін випускав газету Home Brew і щоліта працював, в тому числі допомагав землемірові, розвозив лід, був робітником на фабриці і вожатим у таборі бойскаутів.
У 1925 році отримав ступінь бакалавра в Університеті Брауна. За порадою батька продовжив вивчення юриспруденції в Гарварді, який закінчив в 1928 році. Навчання в Гарварді Бауер сплатив самостійно: під час навчання в Університеті Брауна він на літніх канікулах працював в юридичній фірмі Thompson, Hine and Flory, а зароблені гроші вдало вклав. У 1930 році Бауер закінчив Гарвардську школу бізнесу. З 1930 по 1933 рік працював в компанії Клівленда Jones, Day, Reavis & Pogue в якості фахівця з корпоративного права.

## Робота в McKinsey & Company
У 1933 році Марвін Бауер познайомився в Джеймсом МакКінзи, засновником невеликої консалтингової фірми, який запропонував Бауеру роботу у своїй компанії. На новому місці роботи Бауер став партнером і почав працювати в нью-йоркському офісі компанії. Після смерті МакКінзи в 1937 році і розділу бізнесу партнерами, Марвін Бауер став власником і керівником відділення в Нью-Йорку.
Керуючим директором Бауер працював з 1950 по 1967 рік. За цей час річний доход фірми виріс $2 млн до $20 млн, а число консультантів збільшилось з 18 до 500. Бауер працював директором і партнером McKinsey & Company до 1992 року. В цілому, Марвін Бауер пропрацював у сфері управлінського консалтингу 59 років.

### Принципи лідерства Марвіна Бауера
Елізабет Хаас Едерсхейм у своїй книзі «Марвін Бауер, засновник McKinsey & Company» сформулювала основні принципи лідерства Марвіна Бауера
- В першу чергу піклуватися про інтереси клієнта і про роботу.
- Бути послідовним і відкритим для нових ідей.
- Вирішувати проблеми, грунтуючись на фактах і на тому, що відбувається «на передовій».
- Розглядати проблеми і рішення як елементи цілісної концепції, яка служить основою для термінових дій.
- Надихати людей і вимагати від них максимального результату.
- Постійно нагадувати співробітникам про базові цінності компанії і бути упевненими в тому, що вони їх розуміють, розділяють і реалізують на практиці.

## Інша діяльність
- У 1955 році Марвін Бауер очолив Об'єднану раду з економічного утворення США (англ. Joint Council on Economic Education) і пропрацював на цій посаді три терміни.
- Бауер довгий час був радником Гарвардської школи бізнесу, президентом асоціації її випускників.
- Активно брав участь в роботі Волонтерської консалтингової групи (англ. Volunteer Consulting Group), яка надає безкоштовну допомогу благодійним організаціям.

## Нагороди і почесні звання
- 1968 - нагорода за видатні заслуги від Гарвардської школи бізнесу;
- 1989 - внесений в Галерею слави бізнесу журналу Fortune;
- "Гарвардська медаль" на честь 350-річчя університету.

## Сім'я
У 1927 році Бауер одружився з Гелен Маклафлін (померла в 1985 році), з якою був знайомий з дитинства. У них було троє дітей (сини Пітер, Річард і Джеймс), шість онуків і дев'ять правнуків. Вдруге Марвін одружився з Клотильдою де Віз Стюарт (померла в 2001 році).